# Wilbur Smith
Wilbur Addison Smith (9/5/1933 - 13/11/2021) là nhà văn người Nam Phi chuyên về dòng tiểu thuyết lịch sử vùng phía nam châu Phi trong suốt bốn thế kỉ, từ góc nhìn của cả những người da trắng và da màu.
Tính đến năm 2014, 35 tiểu thuyết của Wilbur đã tiêu thụ được hơn 120 triệu bản, trong đó 24 triệu bản là ở Ý.